# Stretching

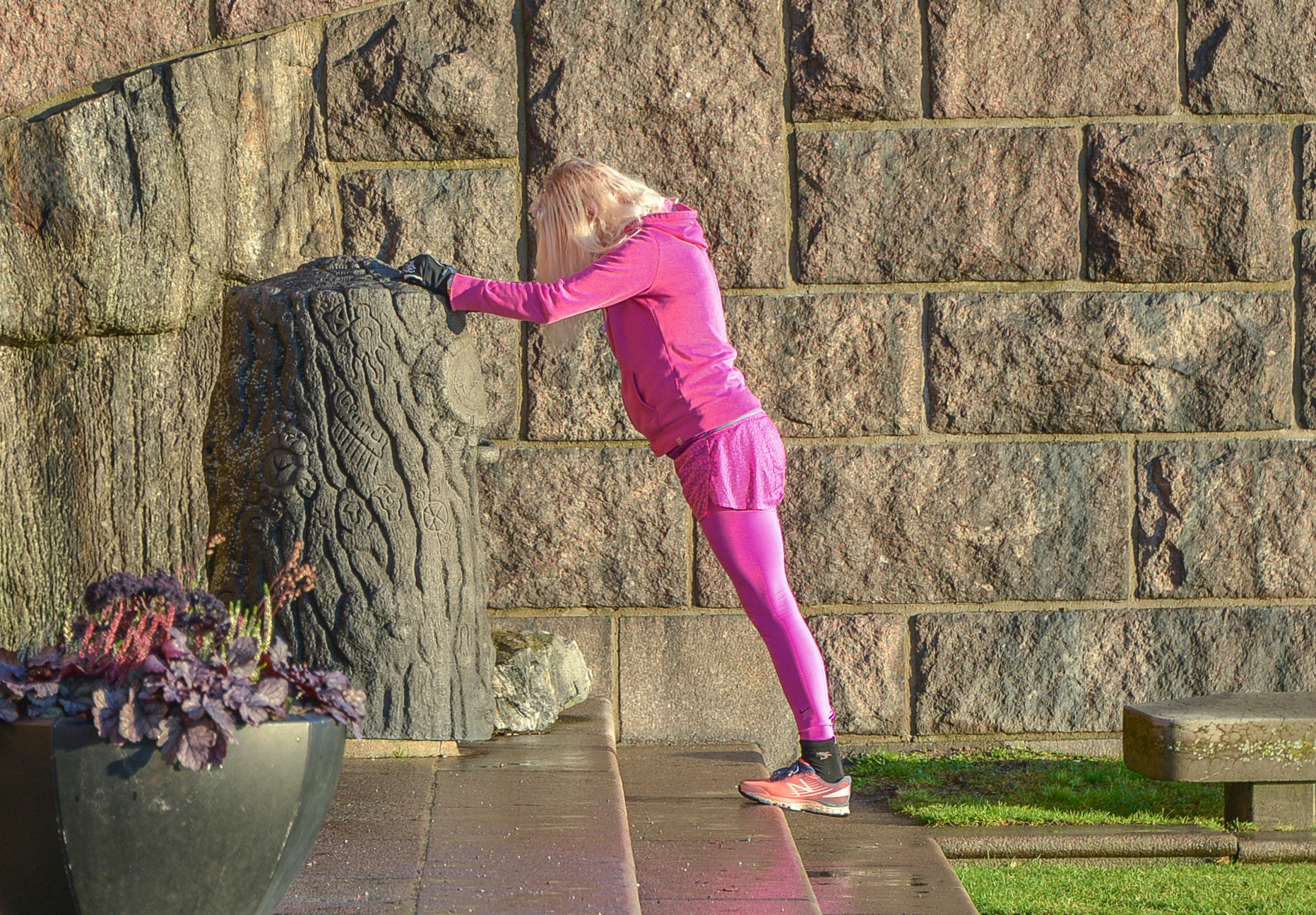
Stretching under ett motionspass i stadshusträdgården i Stockholm.

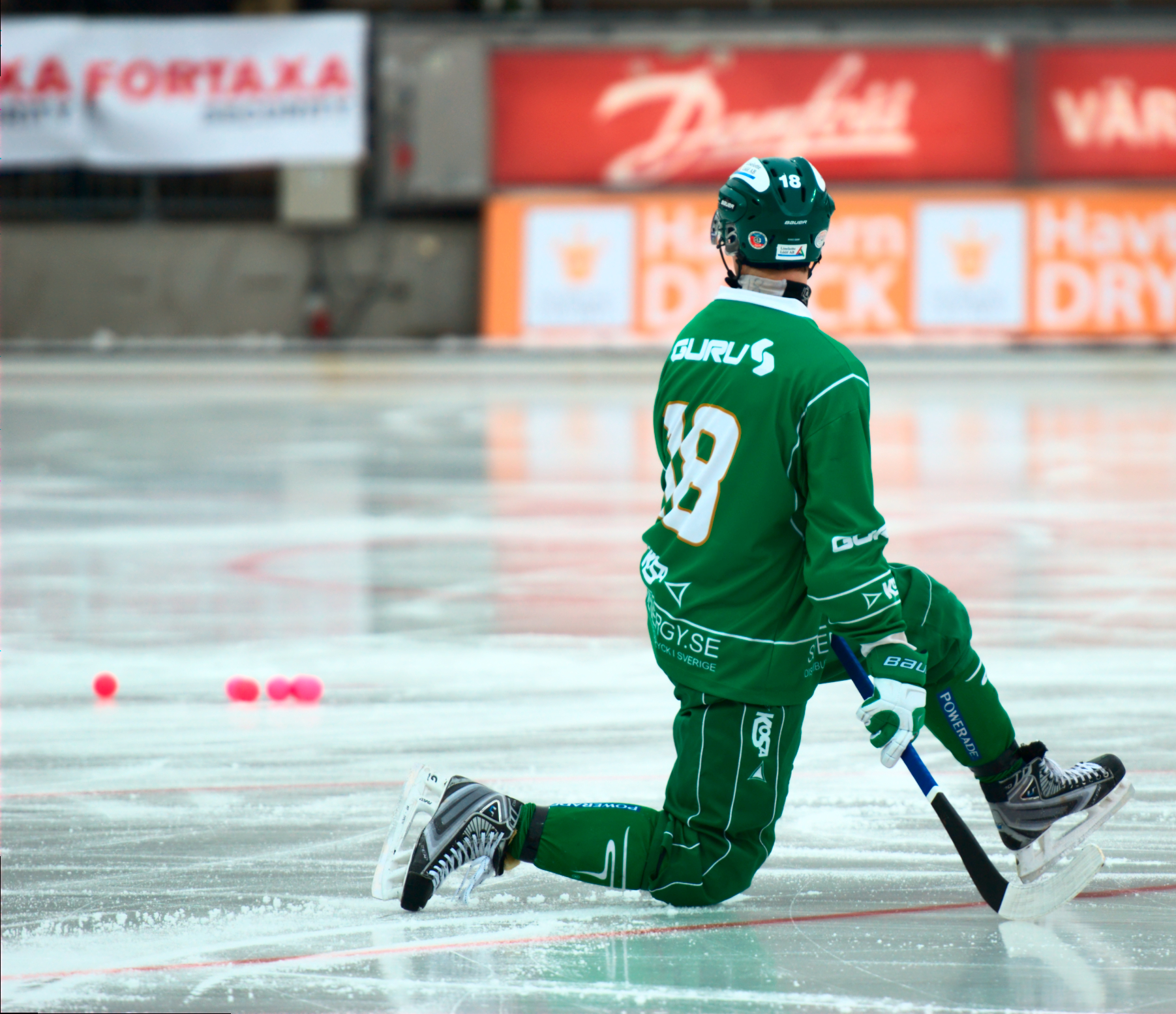
En bandyspelare stretchar innan match.

Stretching är en handling medvetet utförd i syfte att förlänga muskler, generellt öka välbehag och smidighet samt minska träningsvärk, även om det senaste numera är ifrågasatt (se nedan). Som ett inslag i vanlig träning blev stretching populärt under 70- och 80-talet i samband med jogging- och aerobicsvågen i västvärlden. Stretching utförs ofta aktivt, men det är även en vanlig behandlingsmetod och kallas då för passiv stretching. Stretching är en medveten och aktiv eller passiv behandling som prövas enligt vetenskapliga kriterier och skall inte förväxlas med reflexmässig sträckning. Man kan stretcha både efter uppvärmning och efter träning. Man är ofta varm i muskler och leder när man stretchar. 
Några vanliga metoder vid stretching är: 
- Statisk stretching - Muskel hålls stilla i rörelsebanans ytterläge.
- CRAC (Contract Relax Antagonist Contract) Att man använder en antagonist för att töja en agonist. Ett problem med denna metod är att det är lätt att få kramp i antagonisten då den tvingas arbeta i ändläge.
- PNF (Proprioceptiv neuromuskulär facilitering) brukar även ses som synonym till -
- KAT (Kontraktion, avslappning, töjning) Då en muskel precis har varit anspänd så blir avslappningen större. Muskeln antas då vara mer töjbar.
- Ballistisk töjning. Töjning av typen "åkarbrasa". Alltså häftiga rörelser i rörelsebanans hela längd, eller gungande stretching i muskelns ändlägen. Denna typ av stretching antas aktivera muskelns sträckreflex. Effekten av övningen blir i så fall att muskeln i själva verket förkortas.

Terapeutisk, eller passiv stretching har god evidens och kan med fördel användas för att behandla ett flertal sjukdomstillstånd i rörelseapparaten. Men skall då utföras flera gånger dagligen. 

## Kontroverser
- Stretching som metod för att minska träningsvärk är idag omtvistad.[1]
- Stretching som en generell metod för att förbättra prestationsförmågan blir allt mer ifrågasatt. Dels för att förlängningen av muskeln bara håller i sig ca 3 timmar. Dels för att uttöjda muskler kan antas ha sämre proprioception. Dessutom finns de som argumenterar för att de förkortade musklerna är en anpassning till den träning eller idrott man utövar.